# Axel Lerche
Axel baron Lerche(-Lerchenborg) (født 21. november 1903 på Lerchenborg, død 3. oktober 1949 i Ordrup) var en dansk filmdirektør, bror til lensgreve Christian Albrecht Frederik Lerche-Lerchenborg.
Han var søn af Christian Cornelius Lubbi lensgreve Lerche og hustru, blev student fra Rungsted Statsskole i 1921 og cand.jur. i 1930. Samme år blev han sagførerfuldmægtig i København og 1934 sagfører.
Han deltog i pistolskydning ved OL i Berlin 1936 og i London 1948.
I 1935 grundlagde han sammen med Ingolf Boisen Minerva-Film A/S, som han fra 1936 var direktør for indtil sin tidlige død i 1949.
Han blev gift 27. oktober 1932 i Sonnerup Kirke med Elise Margrethe Caroline komtesse Scheel (8. juni 1908 på Trudsholm – ?), datter af hofjægermester Henrik Jørgen greve Scheel og Sophie Louise de Falsen baronesse Zytphen-Adeler.